# Josef Labor
 Josef Labor (ur. 29 czerwca 1842 w Hořovicach, zm. 26 kwietnia 1924 w Wiedniu) – austriacki niewidomy pianista i kompozytor późnego, niemieckiego romantyzmu.

## Wybrane dzieła
- Sonate für Violine und Klavier op. 5
- Klavierquartett op. 6
- Sonate für Violoncello und Klavier A-dur op. 7
- Thema und Variationen für Horn oder Violoncello und Klavier op. 10